# Pistrice

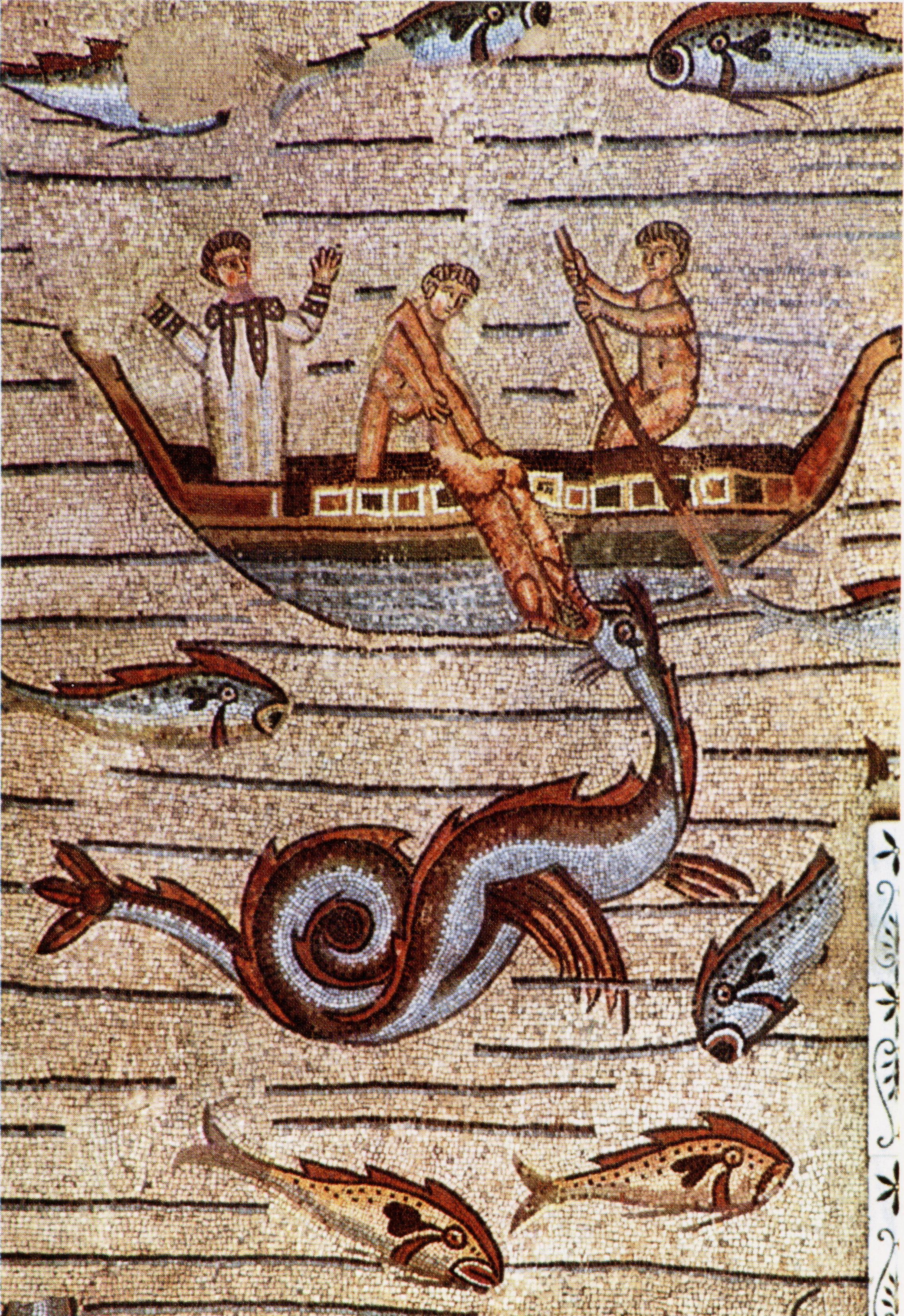
Basilica di Aquileia - Storie di Giona - Giona tra le fauci del mostro marino, qui raffigurato come pistrice.

La pistrice nella mitologia greca e romana è un leggendario mostro marino, dotato di coda di serpente.
Si trova nelle raffigurazioni dei cortei di Nettuno e altre divinità marine, oppure nelle mappe nautiche greche, riprese fino al Rinascimento. 
La pistrice era un grande mostro che simboleggiava anche la paura verso l'ignoto.
Nel Medioevo la pistrice divenne nel periodo carolingio un ibrido tra volpe e serpente marino.